# Hualañé
Hualañé (in mapudungun: occhio dell'anatra) è un comune del Cile centrale, che si trova nella Provincia di Curicó e Regione del Maule. La superficie del comune è di 629 km² e la sua popolazione è di 9 303 abitanti.